# Pedro Chaves dos Santos Filho
Pedro Chaves dos Santos Filho (Campo Grande, 7 de dezembro de 1940) é um empresário e político brasileiro filiado ao Republicanos.

## Biografia

### Vida pessoal
O empresário e político é um dos sete filhos dos imigrantes Pedro Chaves e Joana Mendes dos Santos. Após concluir sua graduação e mestrado em economia, lançou-se na vida empresarial ajudando a fundar um dos maiores conglomerados educacionais do interior do Brasil, o qual incluía, dentre outras, as instituições privadas Uniderp (Universidade para o Desenvolvimento do Estado e Região do Pantanal), e Mace (Moderna Associação Campo-grandense de Ensino), oferecendo educação privada em níveis infantil, fundamental, médio, superior e pós-graduação.
É irmão do industrial Henrique Bertholino Mendes dos Santos, fundador da Minaspuma S.A.
Chaves também exerceu o cargo de Presidente do Hospital Santa Casa de Campo Grande.

### Carreira política
Começa sua trajetória na primeira etapa do mandato de Alcides Bernal como prefeito de Campo Grande, atuando como secretário municipal de Governo.
Foi eleito primeiro suplente do senador Delcídio do Amaral nas eleições gerais de 2010. Com a cassação de Delcídio, ocorrida em 10 de maio de 2016, Pedro Chaves foi convocado a assumir o cargo de senador em até 30 dias, vindo a tomar posse do mandato em 17 de maio do mesmo ano.
A ascensão de Pedro Chaves ao cargo de Senador traz consigo um fato curioso: sua filha, Neca Chaves Bumlai, é casada com Fernando Bumlai, filho do fazendeiro José Carlos Bumlai, apontado como amigo do ex-presidente Luiz Inácio Lula da Silva e preso pela Operação Lava Jato.
Deixou o Partido Social Cristão (PSC) no início de 2018, após oito anos na legenda. Ingressou no PRB como candidato a reeleição ao Senado. Porém, desistiu da disputa em agosto. Mais tarde, foi expulso da legenda em novembro por infidelidade partidária

#### Votações e projetos
Em dezembro de 2016, votou a favor da PEC do Teto dos Gastos Públicos. Em julho de 2017 votou a favor da reforma trabalhista. No mesmo mês, votou contra a cassação de Aécio Neves no conselho de ética do Senado.
Em outubro de 2017 votou a favor da manutenção do mandato do senador Aécio Neves derrubando decisão da Primeira Turma do Supremo Tribunal Federal no processo onde ele é acusado de corrupção e obstrução da justiça por solicitar dois milhões de reais ao empresário Joesley Batista.
O PL 325/16 de autoria do senador, altera  o  art.  254  da  Lei  nº  9.503,  de  23  de  setembro  de  1997 (Código  de  Trânsito Brasileiro), para vedar ao pedestre interromper, restringir ou perturbar a circulação em via pública sem autorização do órgão ou entidade de trânsito competente, com pena de multa de R$ 3.830,80, podendo ser acrescida.
Tal projeto gerou polêmica após acusações populares de que isso seria uma maneira a barrar manifestações contra o atual governo. Esse projeto já vem de algum tempo; ele retorna após um veto presidencial da MP 699/2015, a qual incluía além de motoristas que interrompessem a circulação de veículos, pedestres.
Em projeto reformado, foi aprovado em julho deste ano a Lei 13.281/2016 que prevê multa para motoristas que, usando seu veículo, atrapalhe ou barre de alguma maneira o tráfego rodoviário. Essa lei gerou suspeitas de que seria uma resposta às manifestações de caminhoneiros ocorridas em novembro de 2015.